# 卡西貝利
卡西贝利（英語：Casselberry），是美国佛罗里达州塞米諾爾縣下属的一座城市。建立于1940年。面积约为18.4平方公里（约合7.1平方英里）。根据2010年美国人口普查，该市有人口26,241人。论人口在本州排行第88。